# Загадочные географические исследования Джаспера Морелло
«Загадочные географические исследования Джаспера Морелло» (англ. The Mysterious Geographic Explorations of Jasper Morello) — короткометражный австралийский мультфильм 2005 года режиссёра Энтони Лукаса.

## Сюжет
Мультфильм начинается в Готии — задымленном промышленном городе, где основной вид транспорта — дирижабли на паровой тяге. Город поразила язвенная эпидемия, несущая жителям гибель.
Главный герой, королевский навигатор Джаспер Морелло, отправляется в очередное путешествие, в котором экипаж дирижабля должен ставить погодные маяки.
В прошлом, по вине Джаспера Морелло, из-за ошибки в расчетах, умер один из членов экипажа.
В городе остается жена Джаспера. К команде дирижабля присоединяется эксцентричный доктор, который ищет лекарство от эпидемии по заданию Академии.
Вскоре после начала путешествия, дирижабль попадает в шторм и терпит крушение. Найдя покинутое судно, команда решает продолжить свой путь. В одном из сеансов связи Джаспер узнает, что его жена Амелия подверглась эпидемии, но путешествие все равно продолжается, несмотря на желание Джаспера вернуться домой.
Команда заражается, но капитан не поворачивает корабль обратно. На пути дирижабля попадается парящий остров. Исследуя остров, Джаспер подвергается атаке огромного насекомого. Доктор хочет захватить насекомое в живом виде и доставить обратно в город, но капитан дирижабля убивает ранее неизвестный науке вид, спасая Джаспера.
Из убитого насекомого команда готовит себе еду. Экипаж замечает, что кровь монстра лечит больных, после чего доктор настаивает на том, что необходимо привести несколько коконов этого существа в город.
Во время обратного полета из коконов вылупляются существа, но быстро умирают. Однажды доктор обнаружил, что существу нужно питаться человеческой кровью и сообщает об этом Джасперу. Доктор убеждает его сохранить это открытие в тайне от команды и капитана, поскольку опасается, что команда убьет существа, и они не смогут привести их в город, чтобы исцелить людей. На следующий день один из членов команды пропадает, и экипаж решает, что он просто свалился за борт. Команда устраивает обильную пьянку по случаю предстоящего возвращения домой. Джаспер становится невольным свидетелем того, как существо пожирает пропавшего человека, но доктор колет Джасперу снотворное, и тот просыпается прикованным к штурвалу. Доктор пользуется моментом, пока члены команды мертвецки пьяны, и захватывает власть на корабле.
Доктор использует людей, чтобы кормить ими существо. Только Джасперу Морелло он сохраняет жизнь, чтобы навигатор привёл корабль домой.
Спустя несколько дней корабль резко наклоняется к айсбергу, и доктор соскальзывает с палубы дирижабля, но хватается за выступ и умоляет Джаспера, который по-прежнему прикован и не может помочь, спасти его. Корабль раздавил доктора, столкнувшись со льдиной.
В конце мультфильма Джаспер кормит существо, приложив кровососущую машинку к своей руке для того, чтобы оно выжило.

## Персонажи
Капитан Отто Крисвалд — капитан 7-го класса.
Джаспер Морелло — королевский навигатор.
Инженер Кемп — первый инженер дирижабля.
Линейный монтер Ковач - линейный монтер, сначала работавший в доках Готии.
Эмиль Лебрем — повар дирижабля.
Доктор Клод Белгоун - известный биолог из Академии.
Амелия Морелло — жена Джаспера Морелло, дочь контр-адмирала королевского флота.

## Роли озвучивали
- Джоэл Эдгертон — Джаспер Морелло;
- Хельмут Бакайтис — Доктор Клод Белгоун;
- Томми Дайсарт — Капитан Отто Крисвалд;
- Джуд Бомонт — Амелия, жена Джаспера Морелло;
- Ричард Мосс — Ковач, дополнительные голоса;
- Льюис Фаэндер — Инженер Кемп, дополнительные голоса.

## Номинации
- Оскар, 2006 год — лучший короткометражный анимационный фильм;
- Британская академия, 2006 год — лучшая анимационная короткометражка.